# Carex mariposana
Carex mariposana är en halvgräsart som beskrevs av Liberty Hyde Bailey och Kenneth Kent Mackenzie. Carex mariposana ingår i släktet starrar, och familjen halvgräs. Inga underarter finns listade i Catalogue of Life.